# Olympische Sommerspiele 1968/Teilnehmer (Rumänien)
| Gelbes Symbol für Goldmedaillen mit stilisierten Olympischen Ringen | Graues Symbol für Silbermedaillen mit stilisierten Olympischen Ringen | Braundes Symbol für Bronzemedaillen mit stilisierten Olympischen Ringen |
| ------------------------------------------------------------------- | --------------------------------------------------------------------- | ----------------------------------------------------------------------- |
| 4                                                                   | 6                                                                     | 5                                                                       |

Rumänien nahm an den Olympischen Sommerspielen 1968 in Mexiko-Stadt mit einer Delegation von 82 Athleten teil. Fahnenträger bei der Eröffnungsfeier war wie schon 1964 der Kanute Aurel Vernescu.

## Teilnehmer nach Sportarten

### Boxen
- Ion Monea, Silber
- Calistrat Cuțov, Bronze
- Ion Alexe
- Constantin Ciucă
- Ion Covaci
- Nicolae Gîju
- Aurel Simion
- Antoniu Vasile
- Victor Zilberman

### Fechten
- Ion Drîmbă, Gold
- Ana Ene-Derșidan, Bronze
- Ileana Drîmbă, Bronze
- Olga Szabó-Orbán, Bronze
- Clara Stahl-Iencic, Bronze
- Maria Vicol, Bronze
- Iuliu Falb
- Ștefan Haukler
- Tănase Mureșanu
- Mihai Țiu

### Kanu
- Serghei Covaliov, Gold
- Ivan Patzaichin, Gold
- Anton Calenic, Silber
- Dimitrie Ivanov, Silber
- Haralambie Ivanov, Silber
- Mihai Țurcaș, Silber
- Viorica Dumitru, Bronze
- Andrei Conțolenco
- Atanasie Sciotnic
- Valentina Serghei
- Aurel Vernescu

### Leichtathletik
- Lia Manoliu, Gold
- Viorica Viscopoleanu, Gold
- Mihaela Peneș, Silber
- Ileana Silai, Silber
- Virginia Bonci
- Valeria Bufanu
- Leonida Caraiosifoglu
- Olimpia Cataramă
- Șerban Ciochină
- Csaba Dosa
- Cornelia Popescu

### Radsport
- Emil Rusu

### Ringen
- Ion Baciu, Silber
- Nicolae Martinescu, Bronze
- Simion Popescu, Bronze
- Francisc Balla
- Constantin Bușoiu
- Petre Coman
- Nicolae Cristea
- Ion Enache
- Nicolae Neguț
- Ștefan Stîngu
- Gheorghe Stoiciu
- Ion Țăranu

### Rudern
- Alexandru Aposteanu
- Reinhold Batschi
- Petre Ceapura
- Anton Chirlacopschi
- Pavel Cichi
- Dumitru Ivanov
- Ladislau Lovrenschi
- Gheorghe Moldoveanu
- Francisc Papp
- Octavian Pavelescu
- Eugen Petrache
- Emanoil Stratan
- Ștefan Tarasov
- Ștefan Tudor

### Schießen
- Marcel Roșca, Silber
- Virgil Atanasiu
- Neagu Bratu
- Ion Dumitrescu
- Marin Ferecatu
- Gheorghe Florescu
- Lucian Giușcă
- Ștefan Kaban
- Ion Olărescu
- Nicolae Rotaru
- Petre Șandor
- Gheorghe Sencovici

### Schwimmen
- Anca Andreiu
- Ladislau Koszta